# Gran Premio Industria e Artigianato 1984
Il Gran Premio Industria e Artigianato 1984, diciottesima edizione della corsa e ottava con questa denominazione, si svolse il 21 giugno su un percorso di 217 km, con partenza e arrivo a Larciano. Fu vinto dall'italiano Marco Franceschini della Metauro Mobili-Pinarello davanti ai suoi connazionali Giuseppe Passuello e Emanuele Bombini.

## Ordine d'arrivo (Top 10)
| Pos. | Corridore             | Squadra                  | Tempo    |
| ---- | --------------------- | ------------------------ | -------- |
| 1    | Marco Franceschini    | Metauro Mobili-Pinarello | 5h39'00" |
| 2    | Giuseppe Passuello    | Gis Gelati-Tuc Lu        |          |
| 3    | Emanuele Bombini      | Del Tongo-Colnago        |          |
| 4    | Johan Van Der Velde   | Metauro Mobili-Pinarello |          |
| 5    | Daniele Caroli        | Santini-Conti-Galli      |          |
| 6    | Vittorio Algeri       | Metauro Mobili-Pinarello |          |
| 7    | Giovanni Moro         | Ariostea-Benotto         |          |
| 8    | Stefano Giuliani      | Gis Gelati-Tuc Lu        |          |
| 9    | Wladimiro Panizza     | Atala-Campagnolo         |          |
| 10   | Pierangelo Bincoletto | Metauro Mobili-Pinarello |          |